# Vladislav Petković Dis
Vladislav Petković Dis (v srbské cyrilici Владислав Петковић Дис; 10. března 1880 – 16. května 1917) byl srbský básník přelomu 19. a 20. století. DIS byla jeho přezdívka, která byla původem z tří prostředních písmen v jeho křestním jméně.
Nebyl velmi dobrým studentem a měl neustále problémy završit svá studia. Běhems svého života pracoval jako učitel a také jako válečný dopisovatel během Balkánských válek. Účastnil se také pochodu srbské armády na ostrov Korfu, kam se vojsko poraženého státu stáhlo (Dis tam však zahynul, když byla jeho loď potopena německou ponorkou). Do dějin srbské literatury se zapsal několika pozoruhodnými básněmi, jako např. Možda spava (Možná spí), či Nirvana. V předválečném období vydal dvě sbírky básní: Utopené duše (Utopljene duše, 1911) a My čekáme cara (Mi čekamo cara, 1913)